# مارسيلو مورايس كايتانو
مارسيلو مورايس كايتانو (بالبرتغالية: Marcelo Moraes Caetano‏) هو عازف بيانو وكاتب برازيلي، ولد في 17 أغسطس 1976 في ريو دي جانيرو في البرازيل.